# آلوچین
آلوچین یکی از روستاهای استان آذربایجان شرقی است که در دهستان چاراویماق جنوب غربی بخش مرکزی شهرستان چاراویماق واقع شده‌است.این روستا ۸۵ نفر جمعیت دارد.

## زبان
مردم‌ این‌ روستا‌ به‌ زبان‌ ترکی‌، آذربایجانی‌ صحبت‌ می‌کنند.